# Palau del Cinema (Barcelona)
El Palau del Cinema és un edifici situat a la Via Laietana, 53 de Barcelona, catalogat com a bé amb elements d'interès (categoria C).

## Història
El 1922, l'empresa Vilaseca y Ledesma, Cinematógrafos y Películas SA va començar-ne les obres i fou inaugurat el 31 de març del 1923 amb el nom de Pathé Palace. Definit hipèrbolicament com «la catedral de la cinematografía», el 12 de març del 1928 s'hi va estrenar en solitari la pel·lícula Napoleó d'Abel Gance.
Entre 1931 i 1935, la sala va formar part dels actius de la societat Cinematográfica Nacional Española SA (CINAES), juntament amb el Tívoli, el Fémina i el Club Capitol, entre d'altres. El 10 de setembre del 1939, ja sota el règim franquista, va espanyolitzar el nom a Palacio Pathé, per tornar-lo a canviar de nou a Palacio del Cinema el 13 de juny del 1940.
Propietat del Grup Balañà, en els últims anys de funcionament s'havia anomenat Laietana Multicines, i va tancar les portes el 2001. Després de dues dècades en desús, el 2022 van començar-hi les obres per a convertir-lo en un edifici d'oficines, enderrocant la sala i conservant-ne la façana i la primera crugia.

### Okupacions
El 18 de gener del 2011, uns dies abans de la vaga general del 27 de gener convocada per la CGT, la CNT i la COS, un grup de persones van ocupar l'edifici en protesta per la reforma de les pensions anunciada pel govern espanyol. La nit del dissabte 22, després de la manifestació de la tarda a la plaça de Sants, els Mossos d'Esquadra van procedir a desallotjar i identificar les 422 persones que ocupaven el cinema i que en aquell moment formaven una assemblea sobre les accions a dur a terme de cara a la vaga. La intenció del col·lectiu era convertir-lo en quarter general de la preparació de la vaga general i va rebatejar l'edifici com a Casa de la Vaga. Aquest desallotjament va representar la primera gran intervenció policial de Felip Puig com a nou conseller d'Interior de la Generalitat de Catalunya, el qual va introduir nous mètodes d'intervenció policial, com el de formar nombrosos grups d'agents de paisà per seguir i intimidar manifestants.
El juny del 2013, el districte de Ciutat Vella va obligar els propietaris de l'edifici a fer una actuació «urgent» per a estabilitzar-ne la seva façana i evitar que es produís algun despreniment. El dia 8 d'aquest mes, centenars de persones van ocupar de nou la sala per a projectar-hi el documental 4F: ni oblit ni perdó sobre l'anomenat cas 4F, l'agressió a un agent de la Guàrdia Urbana el 4 de febrer del 2006. Una de les persones condemnades, la psicòloga Patricia Heras, que sempre havia defensat la seva innocència, es va suïcidar en un permís penitenciari el 2011, motiu pel qual van rebatejar l'edifici com a Cinema Patricia Heras. Els Mossos d'Esquadra van mantenir una discreta vigilància des de la distància, però no van intervenir-hi, i de matinada el col·lectiu va abandonar l'immoble.

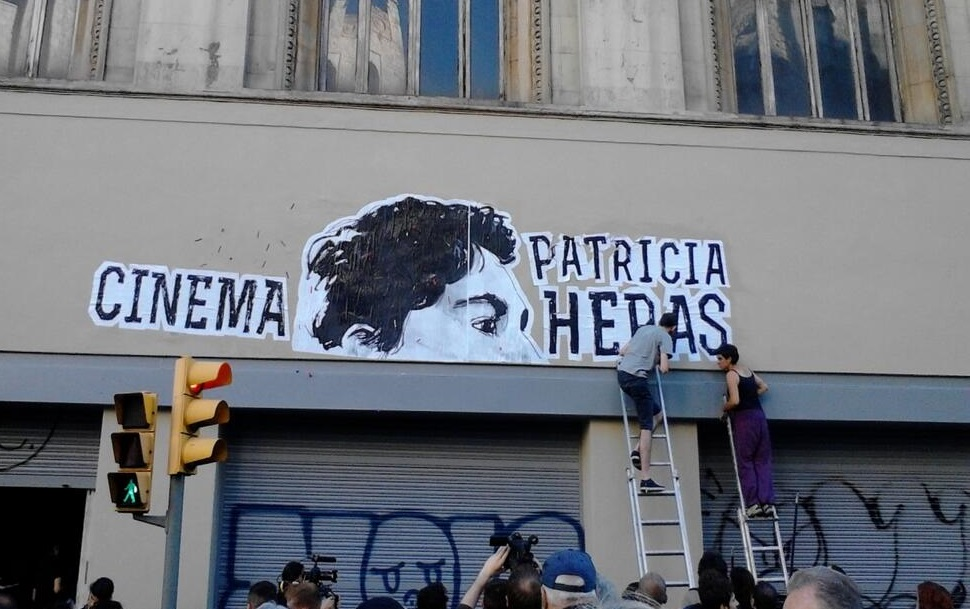
El Palau del Cinema, rebatejat com a Cinema Patricia Heras, arran de l'ocupació del 8 de juny del 2013